# Dylan Caro
Dylan Pave Caro Salas (Huaral, Provincia de Huaral, Perú, 23 de marzo de 1999) es un futbolista peruano. Juega como lateral izquierdo y su equipo actual es el Comerciantes Unidos de la Liga 1 de Perú. Ha representado también a la selección de fútbol del Perú en sus categorías sub-18, sub-20 y sub-23.

## Trayectoria

### Unión Huaral
Dylan Caro inició su trayectoria a los 10 años en una academia llamada Saitmon Juniors. A los 11 jugó para Olímpicos Juniors y a los 12 empezó a jugar en las canteras de Unión Huaral, club con el cual debutó oficialmente a los 16 años en la Segunda División Peruana 2015. Este debut se produjo el 20 de junio en el empate sin goles frente a Alianza Universidad, cuando Caro ingresó para disputar todo el segundo tiempo en lugar de William Laya. Desde entonces, disputó más encuentros con el equipo y a su corta edad, se volvió una pieza fundamental en el esquema del Pelícano. Pese a tener diversas ofertas para jugar en reserva en clubes de primera división, las rechazó por temas contractuales. El 8 de julio de 2018 marcó su primer tanto profesional en la goleada por 5-0 que Unión Huaral propinó a Sport Loreto.
Durante la temporada 2018 se dio a conocer que clubes importantes del país estaban interesados en hacerse con sus servicios, como Alianza Lima y Melgar sin embargo no llegaron a ningún acuerdo.

### Alianza Lima
Finalmente el 5 de abril de 2019, luego de varias semanas de negociaciones, Alianza Lima hizo oficial el fichaje de Caro para la temporada 2019, integrando el equipo de reservas. El 26 de mayo hizo su debut oficial con el primer equipo jugando como titular en el triunfo por 2-1 sobre Deportivo Binacional. Sumó nueve partidos con Alianza, siendo parte del equipo que logró el Torneo Clausura 2019 y dejando buenas impresiones.
En el 2020 disputaría solo 5 partidos.
En 2021 formaría parte del plantel campeón del torneo clausura y del campeonato nacional de dicho año. 

### ADT de Tarma
Sería presentado como nuevo fichaje mediante las redes del club.

## Selección nacional
Dylan Caro forma parte de la selección de fútbol de Perú categoría sub-23, aunque también ha representado a su país en las selecciones sub-18 y sub-20.
En noviembre de 2018, fue parte del equipo que ganó el cuadrangular internacional amistoso sub-20 disputado en Lara donde anotó dos goles y el 12 de enero de 2019, fue incluido en la nómina de 23 jugadores para el Campeonato Sudamericano Sub-20 de 2019, siendo el único jugador de segunda división en entrar a la convocatoria. Fue titular en los cuatro partidos durante la fase de grupos, sin embargo Perú no avanzó a la siguiente etapa.
En septiembre de 2019 fue convocado a la categoría sub-23, recibiendo el llamado por primera vez por el entrenador Nolberto Solano para los amistosos ante Colombia en octubre con miras al Torneo Preolímpico Sudamericano Sub-23 de 2020, quedando en la lista final para afrontar dicha competición. Fue lateral de reserva al ser Marcos López el lateral izquierdo titular.

### Participaciones en Campeonatos Sudamericanos
| Torneo                      | Sede     | Resultado      | Partidos | Goles |
| --------------------------- | -------- | -------------- | -------- | ----- |
| Sudamericano Sub-20 de 2019 | Chile    | Fase de grupos | 4        | 0     |
| Preolímpico Sub-23 de 2020  | Colombia | Fase de grupos | 1        | 0     |

## Estadísticas

### Clubes
Actualizado al último partido disputado el 14 de marzo de 2024.
| Club                       | Div.          | Temporada     | Liga  | Liga  | Copas nacionales | Copas nacionales | Copas internacionales | Copas internacionales | Total | Total |
| Club                       | Div.          | Temporada     | Part. | Goles | Part.            | Goles            | Part.                 | Goles                 | Part. | Goles |
| -------------------------- | ------------- | ------------- | ----- | ----- | ---------------- | ---------------- | --------------------- | --------------------- | ----- | ----- |
| Unión Huaral · Perú        | 2.ª           | 2015          | 12    | 0     | —                | —                | —                     | —                     | 12    | 0     |
| Unión Huaral · Perú        | 2.ª           | 2016          | 25    | 0     | —                | —                | —                     | —                     | 25    | 0     |
| Unión Huaral · Perú        | 2.ª           | 2017          | 25    | 0     | —                | —                | —                     | —                     | 25    | 0     |
| Unión Huaral · Perú        | 2.ª           | 2018          | 22    | 2     | —                | —                | —                     | —                     | 22    | 2     |
| Unión Huaral · Perú        | Total club    | Total club    | 84    | 2     | 0                | 0                | 0                     | 0                     | 84    | 2     |
| Alianza Lima · Perú        | 1.ª           | 2019          | 9     | 0     | 0                | 0                | 0                     | 0                     | 9     | 0     |
| Alianza Lima · Perú        | 1.ª           | 2020          | 5     | 0     | —                | —                | 0                     | 0                     | 5     | 0     |
| Alianza Lima · Perú        | 1.ª           | 2021          | 1     | 0     | 0                | 0                | —                     | —                     | 1     | 0     |
| Alianza Lima · Perú        | Total club    | Total club    | 15    | 0     | 0                | 0                | 0                     | 0                     | 15    | 0     |
| ADT de Tarma · Perú        | 1.ª           | 2022          | 16    | 0     | -                | -                | -                     | -                     | 16    | 0     |
| ADT de Tarma · Perú        | Total club    | Total club    | 16    | 0     | 0                | 0                | 0                     | 0                     | 16    | 0     |
| Sport Boys · Perú          | 1.ª           | 2023          | 16    | 0     | -                | -                | -                     | -                     | 16    | 0     |
| Sport Boys · Perú          | Total club    | Total club    | 16    | 0     | 0                | 0                | 0                     | 0                     | 16    | 0     |
| Comerciantes Unidos · Perú | 1.ª           | 2024          | 8     | 1     | -                | -                | -                     | -                     | 8     | 1     |
| Comerciantes Unidos · Perú | Total club    | Total club    | 8     | 1     | 0                | 0                | 0                     | 0                     | 8     | 1     |
| Total carrera              | Total carrera | Total carrera | 139   | 3     | 0                | 0                | 0                     | 0                     | 139   | 3     |

## Palmarés

### Torneos nacionales
| Título | Club         | País | Año  |
| ------ | ------------ | ---- | ---- |
| Liga 1 | Alianza Lima | Perú | 2021 |

### Torneos cortos
| Título          | Club         | País | Año  |
| --------------- | ------------ | ---- | ---- |
| Torneo Clausura | Alianza Lima | Perú | 2019 |
| Torneo Clausura | Alianza Lima | Perú | 2021 |